# Cosimo II de' Medici
Cosimo II de' Medici, född den 12 maj 1590, död den 28 februari 1621, var storhertig av Toscana från 1609 till 1621. Han var son till Ferdinand I de' Medici, gift med Maria Magdalena av Inre Österrike och far till Ferdinand II de' Medici.
Cosimo främjade den toskanska flottans utveckling och sände den på expeditioner både mot barbareskstaternas sjörövare och till drusernas hjälp mot osmanerna i Libanon. Han beskyddade Galileo Galilei och kallade honom 1610 från Padua till sin förste matematiker och hovfilosof.